# Galleriskov
En galleriskov er skov, der er dannet som en korridor langs floder eller vådområder, der markerer sig i landskaber, der ellers kun er sparsomt træbevokset, såsom savanner, græsarealer eller ørkener. Galleriskoven opretholder et mere tempereret mikroklima ved floden.
Galleriskovens habitater adskiller sig fra de omkringliggende landskaber, fordi de ofte er mere næringsrige eller fugtigere og/eller der er mindre risiko for brande. Skovene er ned til  få meter brede, fordi de er afhængige af det vand, de ligger langs med.

## Økologiske egenskaber
De randzoner hvor galleriskovene vokser, giver større beskyttelse mod brand, som ville dræbe kimplanter. Derudover er de aflejrede jorder i galleriets habitat ofte af større frugtbarhed og er bedre drænet end jorden i det omgivende landskab med en mere pålidelig vandforsyning i dybden. Som følge heraf går grænsen mellem galleriskov og det omkringliggende skov- eller græsareal normalt brat, idet randzonen ofte kun er få meter bred.
Galleriskove er på verdensplan skrumpet i udstrækning som et resultat af menneskelige aktiviteter, herunder husdyr der forhindrer etablering af nye træer og konstruktion af dæmninger og overløb, der forårsager oversvømmelser eller forstyrrer de naturlige vandløb. Galleriskovene er  også truet af mange af de samme processer, som truer savannerne. Randzonerne tilbyder beskyttelse mod brand og vandmangel.
Navnet "galleri" kommer fra en ældre betydning af det ord, der betyder en smal gang;  De er tydeligt identificeret i landskabet ved at holde sig til flodens løb og danner en korridor, der er helt anderledes end resten af vegetationen i farve og højde.
Geografisk isolerede forekomster af arter i galleriskove betragtes som relikter, dvs. rester fra arternes langt større udbredelse under et fugtigere klima i fortiden, og galleriskove er vigtige overlevelsessteder for mange truede arter.

## Områder
Galleriskove kan eksistere, hvor det omkringliggende landskab ikke understøtter skove af en række årsager. Galleriskove findes ofte langs såkaldte "fremmede floder" i tørre områder, hvor der ikke vokser anden skov på grund af vandmangel (flodfølgende galleriskov). Galleriskoven er her en azonal vegetationsform, der kun  trives  på grund af særlige lokale forhold. Galleriskov kan også dannes på grund af mere gunstige jordbundsforhold på flodbredden. Den ekstraordinære karakter af nogle af disse skove gør dem til genstand for særlig beskyttelse, såsom dem på bredden af Tejo-floden i Aranjuez, som er blevet klassificeret som verdensarvssted.
Galleriskove findes også langs dalene i Omaruru, Swakop og Kuiseb i det centrale Namibia. Her er flodlejerne fyldt med et tykt lag sand, som grundvandet strømmer igennem, selv når der ikke er regn. Galleriskov i dyrket jord kan findes på vandområder i græsnings- og landbrugsjord (f.eks. alluvial skov) samt på terrænniveauer (bjergskråningsskove i Europa), altså jordlodder, der ikke er egnet til landbrug. Det er ofte den lille skov som privat økonomisk træreserve, eller ubrugelig eller utilgængelig brakjord som naturlig skovrester. Galleriskove har bestået i Nordamerika i præriedominerede områder langs floder og vandløb. 